# Martin Rios
Martin Rios (* 24. Mai 1981 in Glarus) ist ein Schweizer Curler.

## Karriere
Martin Rios begann seine internationale Karriere bei der Juniorenweltmeisterschaft 2001 als Second im Team von Mark Hauser; die Schweizer belegten den siebten Platz. Bei der Juniorenweltmeisterschaft 2002 spielte er als Second im Team von Andreas Hingher und kam auf den vierten Platz.
Bei den Europameisterschaften 2007 und 2008 spielte Rios als Third für das spanische Team und wurde Zwölfter bzw. Neunter.
Bei der Mixed-Europameisterschaft 2011 spielte er wieder für die Schweiz und gewann als Second im Team von Thomas Lips die Goldmedaille nach einem Finalsieg gegen das deutsche Team um Skip Alexander Baumann. 2012 führte er das Schweizer Team als Skip und wurde Achter. Bei seiner ersten Mixed-Doubles-Weltmeisterschaft 2012 gewann er zusammen mit Nadine Lehmann die Goldmedaille; im Final besiegten sie Schweden (Per Noréen und Camilla Johansson). Im darauffolgenden Jahr kamen die beiden auf den sechsten Platz. 2014 spielte er bei der Mixed-Europameisterschaft als Third im Team von Skip Silvana Tirinzoni und gewann nach einem Sieg im Spiel um Platz 3 gegen Schottland (Skip Kyle Smith) die Bronzemedaille.
Bei der Mixed-Weltmeisterschaft 2016 spielte er als Skip des Schweizer Teams und kam auf den fünften Platz. Bei der Mixed-Doubles-Weltmeisterschaft 2017 gewann er zusammen mit Jenny Perret seine zweite Goldmedaille. Die Schweizer besiegten im Final Kanada (Reid Carruthers und Joanne Courtney).
Rios wurde zusammen mit Jenny Perret von der Schweiz für die Olympischen Winterspiele 2018 nominiert, bei dem erstmals ein Mixed-Doubles-Wettbewerb ausgetragen wurde. Die beiden zogen in Pyeongchang nach einem zweiten Platz in der Round Robin in den Halbfinal ein, wo sie die Olympischen Athleten aus Russland Anastassija Brysgalowa und Alexander Kruschelnizki schlagen konnten. Im Final gegen das kanadische Team von Kaitlyn Lawes und John Morris gaben sie nach dem sechsten End beim Stand von 3:10 auf und gewannen die Silbermedaille.

## Privat
Martin Rios und die Curlerin Jenny Perret waren bis 2015 liiert, spielten aber auch danach noch erfolgreich zusammen Curling an Internationalen Turnieren.